# Lingfield Football Club
Lingfield Football Club es un club de fútbol con sede en el pueblo de Lingfield, cerca de East Grinstead, Surrey, Inglaterra. El club está afiliado a la Surrey County Football Association. Actualmente son miembros de la Southern Combination Premier Division y juegan en el Pabellón de Deportes.

## Historia
Se establecieron en 1893 y originalmente jugaron en la Edenbridge & District League y la Surrey Junior league, al mismo tiempo. Antes de la Primera Guerra Mundial, el club ganó seis veces la liga Edenbridge y una vez la liga Surrey Junior. Después de la guerra, el club solo compitió en la liga de Edenbridge, ya que se había expandido y ahora no podían jugar todos los partidos de ambas ligas. El club tuvo más éxito en la liga de Edenbridge en la temporada 1922-23, cuando completó un doblete de la Liga de Campeones y la Copa del Hospital de Edenbridge. La próxima temporada, el club se unió a Redhill and District League, pero solo dos temporadas después los vio nuevamente competir simultáneamente en la Edenbridge League nuevamente y ganarla nuevamente en la campaña 1929-1930.
Al final de la temporada 1930-1931, el club dejó ambas ligas para unirse a la liga East Grinstead, que ganó en el primer intento. Sin embargo, después de una temporada más, el club dejó la liga y se unió a la recién formada Edenbridge and Caterham League. Luego ganaron la liga en la campaña 1934-1935 y defendieron con éxito este título durante las siguientes dos temporadas. En 1938, el club tuvo que mudarse de su terreno en High Street a un nuevo terreno en Talbot Road, ya que el consejo local quería el terreno para construir una escuela.
Después de la Segunda Guerra Mundial, el club se reincorporó a la Edenbridge and Caterham League y ganó otro título en la temporada 1952-53. Tres temporadas más tarde, el club estaba de vuelta en la liga Redhill and District, y ganó el ascenso a la Primera División de esa liga en la temporada 1958–59, la primera temporada en su nuevo hogar de Godstone Road. El club permaneció en la Primera División hasta el final de la campaña 1969-70, cuando fueron relegados a la Primera División. Le tomó al club solo dos temporadas convertirse en campeones de la Primera División, pero en lugar de ser promovido a la Primera División, el club decidió unirse a la Surrey Intermediate League.
El éxito en la liga intermedia de Surrey estuvo bajo la dirección de Dennis Moore, cuando en la temporada 1976–77 obtuvieron el ascenso de la división Premier 'B' a la división Premier 'A' como campeones. Más éxito siguió la próxima temporada cuando tomaron el título de la Primera División 'A' y ganaron la Copa del Centenario del Condado de Surrey y la copa de la liga. El club repitió el doble éxito de liga y copa de liga nuevamente al final de la campaña 1978–79.
Durante la campaña de 1979–80, el club se postuló para la Sussex County League y la Combined Counties Football League, pero su primera opción, la liga de Sussex, lo rechazó, ya que su terreno se consideró inadecuado. Sin embargo, la liga Combined Counties aceptó la solicitud y el club se unió a la liga para la campaña 1980–81. En su segunda temporada en la liga Combined Counties, la liga se dividió en una sección este y otra oeste, y el club terminó subcampeón en la sección este. La próxima temporada vio al club hacer su debut en el FA Vase donde fueron eliminados por Southwick 7-0 en la ronda de clasificación preliminar. La temporada 1982–83 también vio al club instalar reflectores en su campo, lo que permitió al club unirse a la división dos de la Sussex County League para la temporada 1983–84.
Su tercera temporada en la liga del condado de Sussex vio al club terminar último en la División dos y relegado a la División Tres. El club luego terminaría último en la División Tres durante las próximas tres temporadas. Su solicitud para permanecer en la liga después de que se rechazara el tercer resultado final consecutivo, y el club fue relegado a la Mid-Sussex Football League. El club permaneció en la liga de fútbol de Mid Sussex, hasta el final de la campaña 1992–93, cuando obtuvieron el ascenso a la División tres de la liga de Sussex bajo el mando de Dennis Moore.
En su primera temporada de regreso en la liga del condado de Sussex, el equipo terminó subcampeón en la División tres y ganó el ascenso a la División dos. Sin embargo, la temporada siguiente volvieron directamente a la División tres después de terminar últimos en la división dos. Le tomó al club otras tres temporadas volver a la división dos y esta vez como campeones. Dos temporadas más tarde, en la campaña 1999-00, el club terminó último en la División dos, pero se salvó del descenso ya que varios clubes abandonaron la liga y dos se fusionaron. Sin embargo, la temporada siguiente, otro último final y el club volvió a la tercera división.
En la temporada 2005-06, fueron subcampeones de la División Tres y obtuvieron el ascenso a la División Dos. En la temporada 2007-08, Lingfield fue ascendido a la División Uno del condado de Sussex, bajo la dirección de Steve Perkins Jnr, cuando terminaron como subcampeones. Su primera temporada en la División uno vio al club ingresar a la FA Cup por primera vez, donde se enfrentaron a Arundel en la ronda de clasificación preliminar adicional, pero no avanzaron más después de perder 3-0. Desde entonces, el club ha permanecido en la Primera División.

## Estadio
Lingfield juega sus partidos en casa en The Sports Pavilion, Godstone Road, Lingfield, Surrey, RH7 6BT. Comúnmente conocida como “La Guarida”
Han jugado en este campo desde 1958, y se instalaron focos veinticinco años después, en 1983. El campo también se comparte con el Cricket Club local.

## Palmarés

### Ligas
| Competición                                                 | Campeón                                                                | Subcampeón       |
| ----------------------------------------------------------- | ---------------------------------------------------------------------- | ---------------- |
| Segunda División de la Sussex County Football League        |                                                                        | 2007-08          |
| Tercera División de la Sussex County Football League        | 1997-98                                                                | 1993-94, 2005-06 |
| División Este de la Combined Counties Football League       |                                                                        | 1981-82          |
| Primera División de la Redhill and District Football League |                                                                        | 1958-59          |
| División Premier de la Mid-Sussex Football League           | 1992-93                                                                |                  |
| División Premier 'A' de la Surrey Intermediate League       | 1977-78, 1978-79                                                       |                  |
| División Premier 'B' de la Surrey Intermediate League       | 1976-77                                                                |                  |
| Surrey Junior League                                        | 1913-14                                                                |                  |
| Edenbridge and Caterham League                              | 1934-35, 1935-36, 1936-37, 1952-53                                     | 1948-49          |
| East Grinstead League                                       | 1932-33                                                                |                  |
| Edenbridge League                                           | 1905-06, 1908-09, 1909-10, 1911-12, 1912-13, 1913.14, 1922-23, 1929-30 |                  |

### Copas
| Competición                                                  | Campeón                                             | Subcampeón                |
| ------------------------------------------------------------ | --------------------------------------------------- | ------------------------- |
| Copa de Tercera División de la Sussex County Football League |                                                     | 2004-05, 2005-06          |
| Redhill and District Football League Alderman Daniels Cup    |                                                     | 1968-69                   |
| Surrey County Centenary Cup                                  | 1977-78                                             |                           |
| Surrey Intermediate League Cup                               | 1977-78, 1978-79                                    |                           |
| East Surrey Charity Cup                                      | 1977-78                                             | 1960-61                   |
| Edenbridge Charity Cup                                       | 1971-72, 1977-78, 1979-80, 1989-90, 1990-91-1992-93 | 1961-62, 1978-79          |
| Edenbridge and Caterham Challenge Cup                        | 1961-62                                             | 1960-61, 1962-63          |
| Oxted and Limpsfield Cup                                     |                                                     | 1956-57, 1958-59, 1964-65 |
| Caterham and Purley Cup                                      |                                                     | 1960-61                   |
| Edenbridge Hospital Cup                                      | 1922-23                                             |                           |
| Horley Hospital Cup                                          | 1935-36                                             |                           |
| East Grinstead Shield                                        | 1932-33                                             |                           |
| Oxted Hospital Cup                                           |                                                     | 1960-61                   |
| Oxted Charity Cup                                            | 1971-72                                             |                           |
| Keith Hinckley Memorial Cup                                  | 1991-92, 1992-93                                    |                           |
| Kenny Brown Memorial Trophy                                  | 1991-92                                             |                           |

## Datos del club
- Posición más alta en la liga : tercero en la División Uno de la Liga de Fútbol Combinada del Sur 2017-18
- Mejor actuación en la FA Cup:[7] Primera ronda de clasificación 2009–10, 2011–12, 2012–13, 2017-18, 2018-19
- Mejor actuación en la FA Vase:[7] Segunda ronda de clasificación 2006–07, 2008–09, 2009–10
- Mayor asistencia:[2] 1,200 contra Brighton & Hove Albion 2 de marzo de 1983 - Partido amistoso

## Exjugadores
Una lista de jugadores que han jugado para el club en una etapa y cumplen con uno de los siguientes criterios;
1. Jugadores que hayan jugado/dirigido en la liga de fútbol o cualquier equivalente extranjero a este nivel (es decir, liga totalmente profesional).
2. Jugadores con partidos internacionales completos.

- Joel Etienne-Clark
- Nicky Forster
- Ian Pearce

## Exentrenadores
1. Entrenadores que han jugado/dirigido en la liga de fútbol o cualquier equivalente extranjero a este nivel (es decir, liga completamente profesional).
2. Gerentes/Entrenadores con gorras internacionales completas.

- Steve Perkins